# Bruce LaBruce
Bruce LaBruce, pseudonimo di Justin Stewart (Southampton, 3 gennaio 1964), è un artista, regista, scrittore, fotografo e sceneggiatore canadese.

## Biografia
Si segnalò per la prima volta all'attenzione pubblica con la rivista queercore (cioè queer d'ispirazione punk) J.D.s, assieme a G.B. Jones. Scrive e fotografa per una serie di riviste (fra cui Nerve.com e la Black Book Magazine), dopo aver girato un certo numero di film assai controversi, che mescolavano le tecniche e il linguaggio artistico del cinema indipendente con la pornografia gay. Ha scritto anche per la rivista musicale canadese Exclaim! e per Eye Weekly di Toronto, ed è stato per molti anni redattore e fotografo per la rivista Index.

## Filmografia

### Regista
- No Skin Off My Ass (1991)
- Super 8½ (1994)
- Hustler White (1996)
- Skin Gang (1999)
- Come as You Are (2000)
- The Raspberry Reich (2004)
- Otto; or Up with Dead People (2008)
- L.A. Zombie (2010)
- Gerontophilia (2013)
- Pierrot Lunaire (2014)
- Ulrike's Brain (2017)
- The Misandrists (2017)
- It Is Not the Pornographer That Is Perverse... (2018)
- Saint-Narcisse (2020)
- The Visitor (2024)

## Libri
- The Reluctant Pornographer
- Ride Queer, Ride